# Morbegno
Morbegno (italsky: [morˈbeɲɲo]; lombardsky: Morbegn [murˈbɛɲ] nebo Murbegn [myrˈbɛɲ];; německy: Morbend) je malé město v dolní části údolí Valtellina v Itálii na levém břehu řeky Adda. Je součástí provincie Sondrio v Lombardii.
Vzhledem ke své blízkosti k průsmyku San Marco, který spojuje Valtellinu s Val Brembana, hrálo v minulosti důležitou roli jako přechod pro obchod a dopravu do a ze severní Evropy.
V roce 2007 zahájilo Morbegno projekt s cílem stát se lídrem v oblasti udržitelnosti tím, že zapojí obyvatele do participativního procesu navrhování, který je v současnosti označován jako „Morbegno 2020“. Morbegno spolupracuje s mezinárodní neziskovou organizací The Natural Step na vytvoření vize toho, co chtějí lidé žijící v Morbegnu v dlouhodobém horizontu vytvořit, a na výběru strategické cesty, která umožní přechod od současné reality k této vizi.
Morbegno bylo Asociací italských obcí pro šíření modelů strategického plánování vybráno jako pilotní město projektu Di.Mo.Stra. Dne 21. listopadu 1966 obdrželo prezidentským dekretem čestný název město.

## Partnerská města
- Llanberis, Wales